# Канерва, Илкка
И́лкка («Ике») А́рмас Ми́каель Ка́нерва (фин. Ilkka Armas Mikael Kanerva; 28 января 1948, Локалахти, Турку-Пори — 14 апреля 2022, Турку, Юго-Западная Финляндия) — финский политик. Депутат парламента Финляндии (1975—2022); член партии Национальная коалиция. В разное время работал руководителем трёх министерств. Президент Парламентской ассамблеи ОБСЕ (2014—2016).
В апреле 2012 года уездный суд Хельсинки приговорил депутата к одному году и трем месяцам тюремного заключения условно за получение взятки в особо крупных размерах, однако в июне 2013 года надворным судом Канерва был оправдан. 30 апреля 2014 года Верховный суд отклонил апелляцию, поданную по делу о получении взятки в связи с концерном Nova, и признал Канерву невиновным.

## Биография
Родился 28 января 1948 года в Локалахти.

### Политическая деятельность
В 2005 году занимал пост вице-спикера парламента Финляндии.
С 2007 по 2008 год — министр иностранных дел Финляндии. 1 апреля 2008 года ушёл в отпуск «по болезни», а 4 апреля был вынужден подать прошение об отставке из-за скандала, связанного с отправкой сотен SMS-сообщений стриптизёрше эротической танцевальной группы «Dolls» Йоханне Тукиайнен со своего служебного мобильного телефона.
Весной 2011 года в очередной раз участвовал в выборах депутатов в Парламент Финляндии и победил в своём избирательном округе.
2 июля 2014 года на 23-й сессии Парламентской ассамблеи Организации по безопасности и сотрудничеству в Европе Канерва был избран президентом этой межпарламентской организации, объединяющей парламенты 57 государств Европы, Азии и Северной Америки, входящих в Организацию по безопасности и сотрудничеству в Европе. 9 июля 2015 года на 24-й сессии ПА ОБСЕ, проходившей в Хельсинки, был переизбран на второй срок на посту президента. В середине 2016 года на этой должности его сменила австрийский политик Кристин Муттонен (занимать эту должность более двух сроков не допускается).

### Судебное разбирательство
В мае 2010 года был обвинён в получении крупных взяток на сумму более 50 тысяч евро в 2007—2008 годах, выразившихся в спонсорстве его 60-летия в 2008 году и поддержке его предвыборной кампании 2007 года из средств.
14 ноября 2011 года в Хельсинкском уездном суде началось рассмотрение дела в отношении депутата и нескольких бизнесменов по обвинению в даче и получении взяток в особо крупных размерах. 18 апреля 2012 года суд приговорил Илкку Канерва к 1 году и 3 месяцам условного заключения за получение взятки в особо крупных размерах и нарушение должностных полномочий. Было установлено, что представители бизнес-структур, имевших отношение к строительной компании Nova, поддерживали предвыборную кампанию Илкки Канерва в 2007 году, а также спонсировали празднование политиком своего 60-летия в 2008 году; их действия, по мнению суда, были обусловлены возможностями Канервы в разработке планов застройки в области Варсинайс-Суоми. Из-за судебного решения Канерва вынужден был 20 мая 2012 года временно сложить с себя полномочия депутата городского совета Турку.
27 июня 2013 года надворный суд Хельсинки оправдал депутата, а также трёх бизнесменов, проходивших по этому делу; в решении суда указано, что доказательства получения Илккой Канерва взяток отсутствуют. 30 апреля 2014 года Верховный суд отклонил апелляцию, поданную по делу о получении взятки в связи с концерном Nova, и признал Канерву невиновным.

### Семья
- С 1985 года в разводе с первой женой.
- Состоял в неофициальном браке с Элиной Кийкко.

## Награды
- Кавалер Большого креста ордена Заслуг (Норвегия)